# Ove Røsbak
Ove Røsbak (ur.  5 sierpnia 1959 w Furnes, Hedmark) – norweski poeta i prozaik.
Debiutował w 1978 r. zbiorem wierszy Lævandes dikt. Oprócz twórczości skierowanej do dorosłego czytelnika w jego dorobku znajdują się książki dla dzieci. Røsbak jest także autorem biografii Alfa Prøysena i Rolfa Jacobsena.

## Twórczość
- Lævandes dikt (1978) – wiersze
- Karlsvogn og pottisjord (1979) – wiersze
- Bærbent – på bone gølv (1980) – wiersze
- Aue i mai (1921) – wiersze
- Husimellom (1984) – opowiadania
- Trollstenen (1984) – książka dla dzieci
- Nå dreg du nattigarna frå (1985) – wiersze
- Like før (1987) – powieść
- Tredjemann (1990) – powieść
- Månen og skilpadda (1990) – książka dla dzieci
- Alf Prøysen. Prestvægen og sjusterna (1992) – biografia
- Nissen på Haugen (1994) – książka dla dzieci
- Astronaut i magarommet (1995) – wiersze
- Gubbe Grå i Berget det blå (1996) – książka dla dzieci
- Rolf Jacobsen. En dikter og hans skygge (1998) – powieść
- Midtvego. Nordens dronning (2002) – powieść
- Når tida kjæm (2008) – wiersze
- Lommelyktgutten (2009) – powieść

## Nagrody[1]
- 1998 – Hedmarksprisen
- 1998 – Ringsakerprisen
- 1984 – Nagroda wydawnictwa Cappelen (Cappelenprisen)
- 1983 – Alf Hambes Pris
- 1981 – Austmannalagsprisen
- 1980 – Prøysenprisen